# Offensive de 2021 du Tigré
L'offensive de 2021 du Tigré, appelée par le gouvernement éthiopien "offensive finale", a été lancée le 8 octobre 2021 par le gouvernement éthiopien et les forces alliées après une accalmie de trois mois dans les combats lors de la guerre du Tigré.

## Frappes aériennes de Wollo
Le 8 octobre 2021, le porte-parole tigréen Getachew Reda (en) a déclaré qu'une campagne aérienne intensive de la Force aérienne éthiopienne avait commencé contre les positions des forces de défense du Tigré (en) dans les zones du Nord Wollo et du Nord Gondar de la région Amhara, principalement autour des villes de Wegel Tena, Wurgessa (en) et Haro.

## Frappes aériennes à Mekele
Le 18 octobre, les forces du Tigré ont signalé des frappes aériennes à Mekele, qui ont d'abord été démenties, puis admises par le gouvernement éthiopien. Cependant, le gouvernement éthiopien a admis plus tard avoir mené les frappes aériennes, affirmant qu'elles visaient les installations de communication et d'armement des rebelles. Les médias contrôlés par le Front de libération du peuple du Tigré (TPLF) ont déclaré que trois civils avaient été tués lors des frappes aériennes.